# Maury (Pyrénées-Orientales)
Maury (catalansk: Maurí) er en by og kommune i departementet Pyrénées-Orientales i Sydfrankrig.
Byen er kendt for sin dessertvin, som også kaldes Maury.

## Geografi
Maury ligger i landskabet Fenouillèdes ved en lille flod af samme navn, 35 km nordvest for Perpignan. Nord og øst for byen ligger bjergmassivet Corbières. Mod nord fører passet Grau de Maury (432 m) til nabobyen Cucugnan (8 km) i departementet Aude. Nærmeste byer mod øst er Lesquerde (8 km) og Estagel (10 km) og mod vest Saint-Paul-de-Fenouillet (8 km).

## Historie
Maury nævnes første gang i 845 i et charter fra Karl den Skaldede. I pavelige bulletiner fra pave Agapet II i 950 og 954 nævnes "Comitatus Fenolietensis". Byen var en del af vicegrevskabet Fenouillet, som igen var en del af grevskabet Besalú. Besalú overgik senere til Aragonien.
Ved Corbeil-traktaten i 1258 blev en ny grænse mellem Frankrig og Catalonien fastlagt. Maury blev sammen med resten af Fenouillèdes fransk og blev således skilt fra Roussillon .

## Demografi

### Udvikling i folketal
| 1962                                                              | 1968  | 1975  | 1982 | 1990 | 1999 | 2006 | 2011 | 2017 |
| ----------------------------------------------------------------- | ----- | ----- | ---- | ---- | ---- | ---- | ---- | ---- |
| 1.191                                                             | 1.298 | 1.059 | 982  | 916  | 850  | 901  | 840  | 785  |
| Tal fra og med 1962 er uden dobbelttælling (sans doubles comptes) |       |       |      |      |      |      |      |      |